# Тур, Гурдиал Сингх
Гурдиал Сингх Тур (англ. Gurdial Singh Toor, 30 сентября 1929, Савади, Британская Индия) — кенийский и угандийский хоккеист (хоккей на траве), защитник.

## Биография
Гурдиал Сингх Тур родился 20 сентября 1929 года в индийской деревне Савади. Его семья эмигрировала из Пенджаба в Кению.
В конце 40-х — начале 50-х годов играл за «Симба Юнион» из Найроби и сборную Кении, в составе которой, в частности, в январе 1948 года встречался со сборной Индии, а в сентябре 1951 года в Найроби играл против британской и ирландской команд. В июне 1949 года играл за сборную Найроби против сборной Военно-морских сил Индии.
В конце 50-х годов перебрался в Уганду. Играл за «Симба Юнион» из Кампалы.
25 февраля 1959 года в Кампале дебютировал в составе сборной Уганды в матче чемпионата Восточной Африки против Занзибара. В том же году был назначен её капитаном во время турне сборной Индии по Уганде.
По окончании игровой карьеры стал судьёй по хоккею на траве, в 1969 году получил международную категорию.
В 1972 году эмигрировал в Великобританию. Сейчас живёт в Пенджабе.